# 榊原美文
榊原 美文（さかきばら よしぶみ、1906年10月30日 - 1979年7月6日）は、日本文学研究者。

## 人物・来歴
愛知県生まれ。1931年早稲田大学文学部国文科卒。日本俳優学校講師、1936年大阪に移住、中学校教員となる。戦後、愛知学芸大学教授、帝塚山大学教授。1977年定年退任、名誉教授となる。近藤忠義、石山徹郎、野坂昭如と親しかった。

## 著書
- 『国民詩朗読のために』日本出版社 1942
- 『日本の文学』伊藤書店 1943
- 『日本文学史物語』伊藤書店 1947
- 『樋口一葉』福村書店 国語と文学の教室　1952
- 『近代日本文学の研究』御茶の水書房 1956
- 『日本文学の眺望』法律文化社 1969

### 共編著
- 『樋口一葉 評釈伝記』石山徹郎共著 日本評論社 1941
- 『文学界派明治浪曼主義評論』編 日本評論社 明治文化叢書 1948

## 参考
- 「日本近代文学大事典」講談社、1984